# Hôtel d'Espagnet
L'hôtel d'Espagnet est un hôtel particulier situé 6 rue de Littera, à Aix-en-Provence dans le département français des Bouches-du-Rhône et la région Provence-Alpes-Côte d'Azur. Il ne faut pas le confondre avec l'hôtel Maurel de Pontevès, lui aussi parfois appelé "hôtel d'Espagnet" car ayant appartenu aux mêmes propriétaires.

## Historique
Il fut construit et achevé au XVIIe siècle pour la famille d'Espagnet, conseillers au Parlement d'Aix de père en fils. En 1929, l'hôtel est partiellement inscrit (porte et balcon) au titre des monuments historiques.

## Architecture
Comme on l'observe sur les cartes, l'entrée principale se fait par une cour légèrement déportée de la rue piétonne de Littera. L'hôtel possède une grande porte cochère en haut de laquelle on peut encore deviner son usage précédent : "École de garçons". 
Au dessus de la porte se trouve un balconnet en fer forgé, soutenu par deux consoles avec un mascaron au centre.

## Information complémentaire
Cet hôtel particulier est entouré à quelques pas d'autres bâtiments célèbres d'Aix, tels: l'hôtel Adanson, rue Adanson; l'hôtel de Châteaurenard et l'hôtel Boyer de Fonscolombe, rue Sapporta; l'hôtel d'Oraison, rue Pierre et Marie Curie; le Palais de l'Archevêché, Place des Martyrs de la Résistance; et la Cathédrale Saint Sauveur, rue Sapporta.